# Шалкар (Коргалжинський район)
Шалка́р (каз. Шалқар) — село у складі Коргалжинського району Акмолинської області Казахстану. Адміністративний центр Кизилсайського сільського округу.
Населення — 320 осіб (2021; 455 у 2009, 867 у 1999, 1111 у 1989).
Національний склад станом на 1989 рік:
- казахи — 100 %.